# Berikovo
Berikovo (macedónul: Бериково, albánul Berikova) település Észak-Macedóniában, a Délnyugati körzet Kicsevói járásában, 2013-ig az Oszlomeji járás része volt, ami teljes egészében beolvadt a Kicsevói járásba.

## Népesség
| Lakosok száma | 243  | 273  | 259  | 283  | 245  | 3    | 178  | 168  | 34   |
|               | 1948 | 1953 | 1961 | 1971 | 1981 | 1991 | 1994 | 2002 | 2021 |

2002-ben 168 lakosa volt, akik mindannyian albánok.